# Hôtel Le Lièvre de la Grange
El hotel Le Lièvre de la Grange es un complejo compuesto por dos hoteles gemelos ubicados en los números 4 y 6 de la rue de Braque en el III Distrito de París.

## Historia
Estos hoteles destinados a su creación para el alquiler fueron construidos en 1731-1733 por Pierre Caqué, maestro albañil, sobre los planos del arquitecto Victor-Thierry Dailly para Marie-Madeleine Le Lièvre de la Grange. La familia Le Lièvre siguió siendo la propietaria hasta 1814.
Los jardines fueron sustituidos por construcciones comerciales.
El n 6 fue ocupado a finales XIX- inicio XX por el estudio de fotografía de la Maison Nacivet asociado desde 1900 con la Maison Grimaud en 49, rue Saint-André-des-Arts.
Ciertos elementos de este están sujetos a registro como monumentos históricos por orden del 18 de noviembre de 1953.
- del lado de la calle, la fachada y la cubierta así como las hojas de las puertas y los herrajes.
- la fachada del lado del patio, la fachada posterior del edificio principal y las fachadas de los edificios laterales, situados a derecha e izquierda, así como sus cubiertas.
- en el interior, el pasillo de entrada al vestíbulo, el hueco de la escalera con sus restos de decoración y la barandilla de hierro forjado.

## Arquitectura
Es de estilo rocalla en honor al comienzo del reinado de Luis XV. Los dos edificios principales de la calle se prolongan en la parte trasera por dos alas a cada lado de un gran patio que originalmente estaba dividido en dos partes separadas por un muro. Se accede por dos portales coronados por balcones cuyas consolas están decoradas con esculturas, cabezas de carnero en no 4, viejos barbudos en no 6. Los edificios del patio están decorados con mascarones y un cisne de los escultores Bourguignon y Lissy. La gran escalera en el vestíbulo en no 6 con barandilla de hierro forjado data de la construcción del hotel.

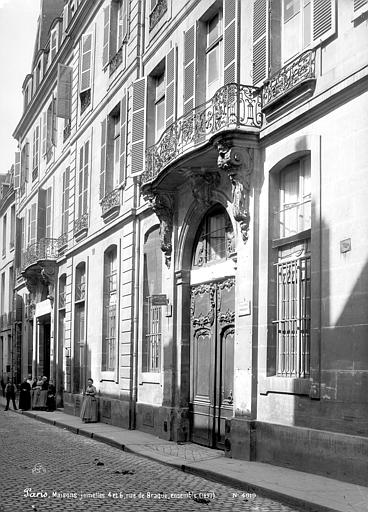
Fachada a la calle.
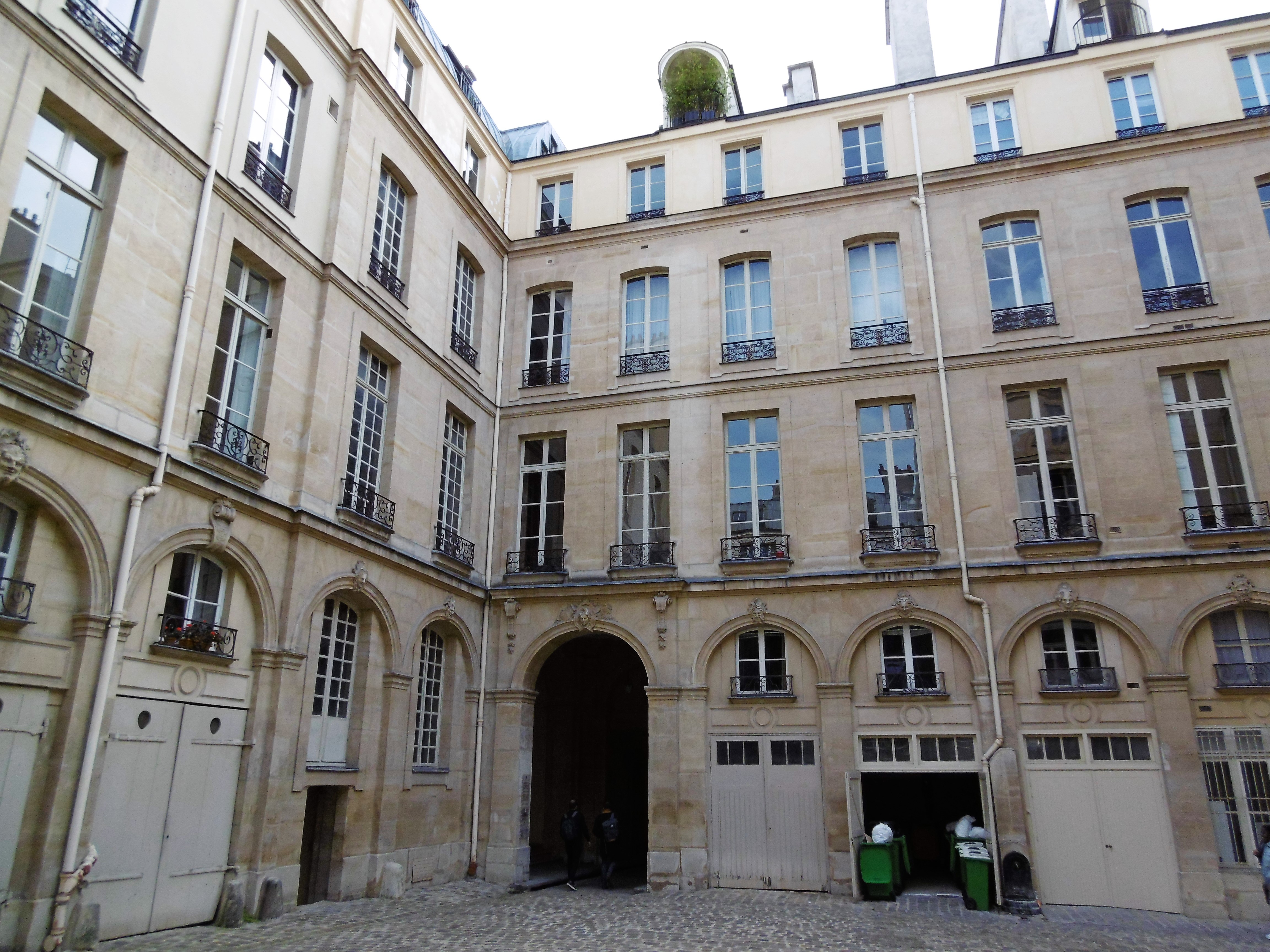
Tribunal. Buhardillas de heno en el techo.

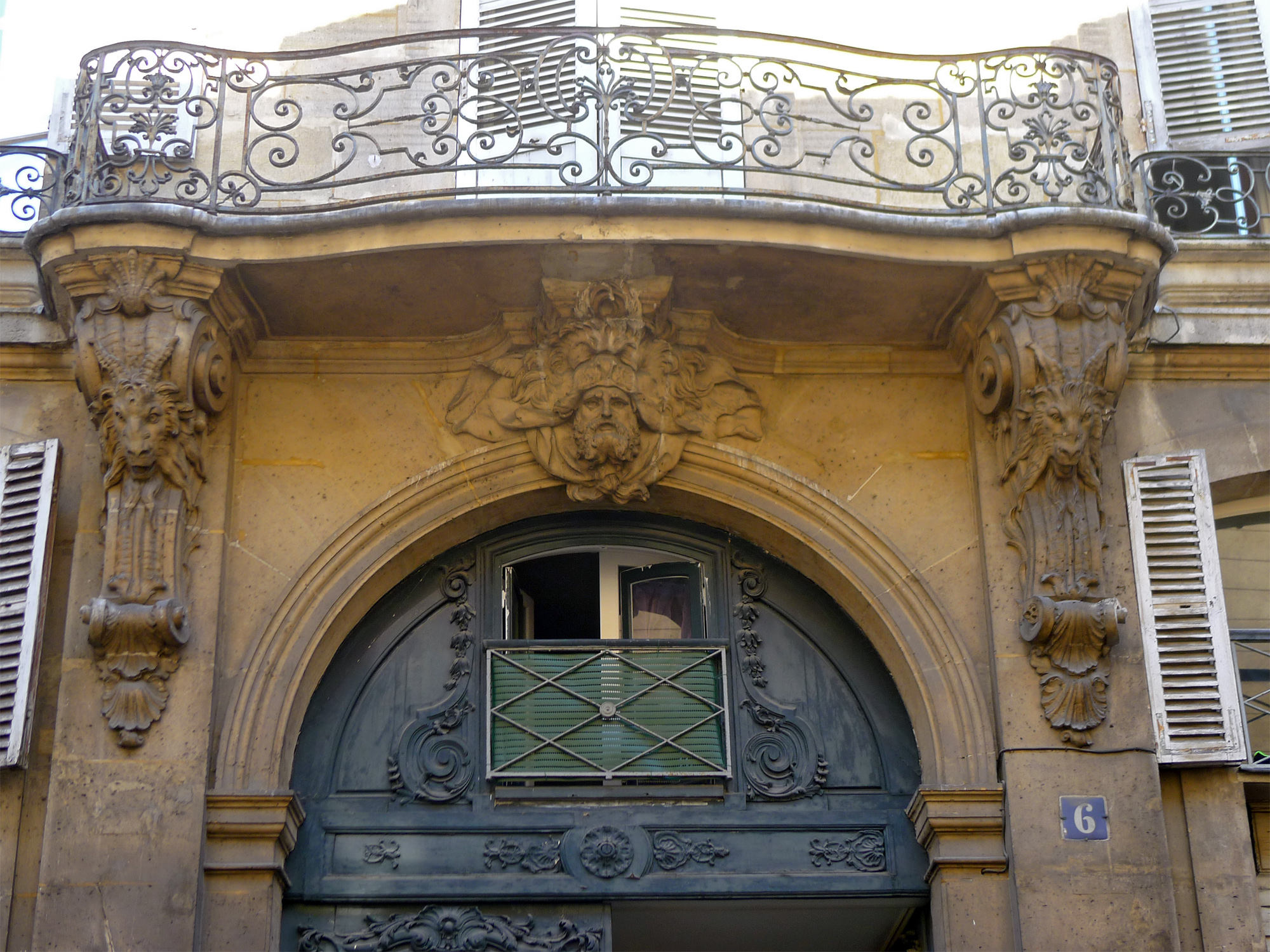
Esculturas en el n°6.
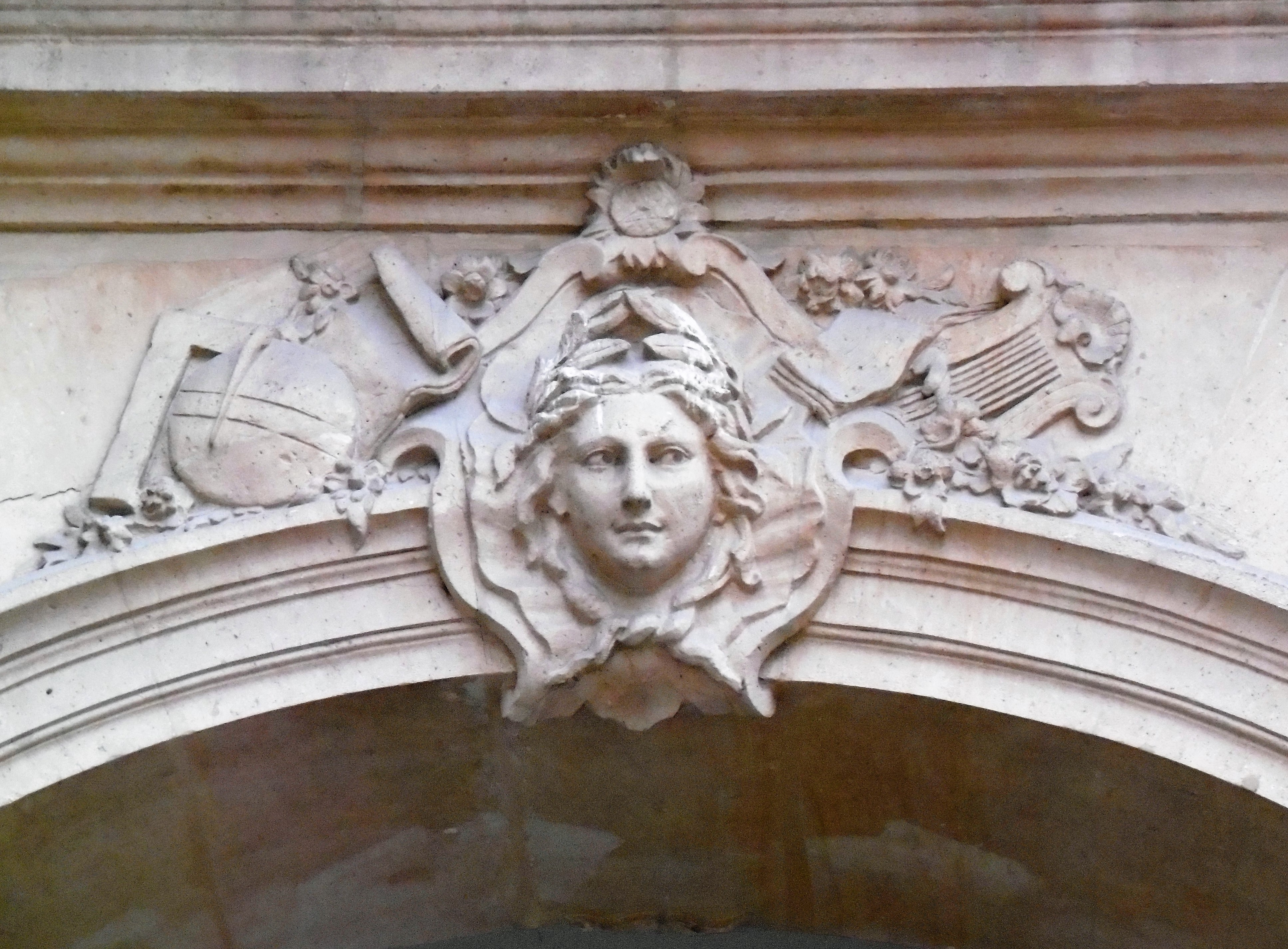
Mascarón en el patio.